# Erannis flavescens
Erannis flavescens là một loài bướm đêm trong họ Geometridae.